# Грејс Клосон
Грејс Маколмонт Клосон (енгл. Grace McCalmont Clawson; Лондон, 15. новембар 1887 — Њу Порт Ричи, 28. мај 2002) била је америчка суперстогодишњакиња која је према гинисовој књизи рекорда носила титулу најстарије живе особе на свету у периоду од 18. марта до 28. маја 2002. године.

## Биографија
Грејс Клосон рођена је у Лондону, Енглеска, Уједињено Краљевство, 15. новембра 1887. године. Њена породица емигрирала је у Северну Америку када је била беба, настанивши се у Монтреалу, Канада. Након развода њених родитеља када је била тинејџерка, живела је са хранитељима док се није удала за Реја Кловсона 1917. године. Радила је као везиља и канцеларијски радник пре него што је отишла у пензију.
У каснијим годинама живела је у старачком дому и бавила се многим активностима, попут певања и играња бинга, упркос томе што је њен губитак слуха понекад отежавао комуникацију. Већим делом свог живота, Клосон је веровала да је рођена 1889. Међутим, након што је наручила њену евиденцију о рођењу из Уједињеног Краљевства, њена породица је открила да је заправо две године старија и да је рођена 1887. године.
18. марта 2002. године, након смрти 115-годишње Мод Фарис-Луз, постала је најстарија жива особа у Сједињеним Америчким Државама и на свету.
Грејс Клосон преминула је у Њу Порт Ричи, Флорида, Сједињене Америчке Државе, 28. маја 2002. године, у доби од 114 година и 194 дана.